# Johannes le Francq van Berkhey

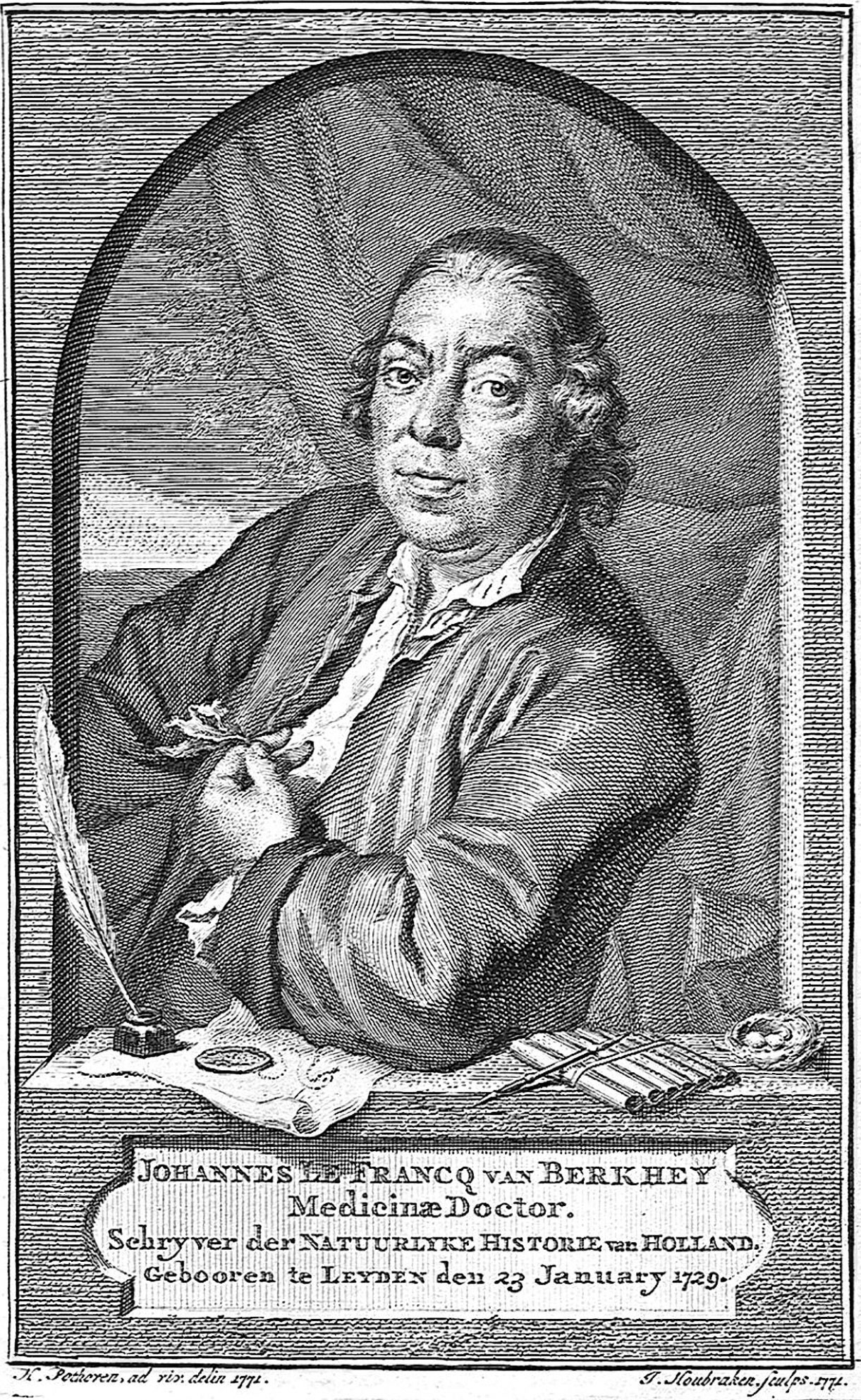
Johannes le Francq van Berkhey

Johannes le Francq van Berkhey (auch: Joannes le Franc van Berkhey; * 23. Januar 1729 in Leiden; † 13. März 1812 ebenda) war ein niederländischer Naturforscher, Dichter und Maler.

## Leben
Der Sohn des Evert le Francq und der Maria Berkhey hatte bereits in frühster Kindheit seinen Vater verloren und wurde von seinem Großvater mütterlicherseits Jan Berkhey aufgezogen, dessen Namen er auch später annahm. 1741 hatte er die Schule in Katwijk besucht und wurde in den Kunsthandel seines Großvaters involviert. In der ständigen Auseinandersetzung mit Gemälden, Zeichnungen und Druckgrafiken wurde bei dem jungen Joannes le Francq van Berkhey ein Interesse für Kunst geweckt, welches er auch auf das Gebiet der Literatur ausdehnte. Aber auch an den Naturwissenschaften hatte er ein reges Interesse gezeigt, als er sich mit der Präparation von Tieren beschäftigte.
Nachdem Francq van Berkhey sich auch in der griechischen und lateinischen Sprache gebildet hatte, wurde er am 22. September 1747 an der Universität Leiden immatrikuliert. Nach einem Studium der Medizin promovierte er 1761 mit der Verteidigung der Schrift Expositio de structura florum qui dicuntur compositi (Leiden 1761) zum Doktor der Medizin und ließ sich als Arzt in Amsterdam nieder. 1764 siedelte er nach Warmond über, wo er sich ein Landhaus kaufte. Er begann sein sechsbändiges Hauptwerk Natuurlyke Historie van Holland (Die Naturgeschichte von Holland), ein Nachschlagewerk über die Botanik, Geologie, Topographie und kulturelle Geschichte der Niederlande. 1769 erschien der erste Band. Die Vollendung des Werkes dauerte bis 1778. Dieses Werk wurde ins Französische und Deutsche übersetzt.
1773 wurde Francq van Berkhey zum Professor für Naturgeschichte an der Universität Leiden berufen. Diese Stelle trat er am 1. November mit der Rede de antiqua et nobili urbe Lugduno Batavorum, suo situ ad Historiae Naturalis delicias et exercitium opportunissima an. Für seinen Unterricht fertigte er etwa 10.000 farbige Abbildungen an. Joannes le Francq van Berkhey macht sich ebenso als Dichter einen Namen, indem er das niederländische Königshaus pries. Seine gesammelten Gedichte erschienen 1782 unter dem Titel De zeetriumph der Bataafsche vrijheid op de Doggersbank.
Als Anhänger des Hauses Oranien war er in manche politische Auseinandersetzung verwickelt, die ihn durch juristische Prozesse in eine finanzielle Notlage brachten. Dadurch war er 1789 gezwungen seine Naturaliensammlung zu verkaufen. Mit dem Entstehen der Batavischen Republik wurde Francq van Berkhey als Königstreuer nicht mehr als Mitglied des Lehrkörpers der Hochschule tragbar. Man entließ ihn 1795 aus dem Dienstverhältnis. Bei einer Pulverexplosion 1807 wurde überdies sein Haus zerstört. Er verlor dadurch alle seine Habseligkeiten und wurde obdachlos. Francq van Berkhey zog zu seiner Tochter, wo er mittellos verstarb.

## Ehrungen
Nach ihm ist der Asteroid (27657) Berkhey benannt. Zudem trägt die Pflanzengattung der Korbblütler Berkheya seinen Namen. 1779 wurde er zum Mitglied der Leopoldina gewählt.

## Werke
- ’t Bataafsche Athene in drie herderskouten. Leiden 1760.
- Verhandeling over de beste middelen om onze landen, zoo hooge als lage, elk naar zijn aard, ten meeste voordeele aan te leggen. 1763.
- Claudius Civilis, trsp. Amsterdam 1764.
- Het Rijnlandsche wedspel. Leiden 1766.
- De Amsterdamsche schouwburg verheerlijkt door het treurspel Leo de Groote, opgesteld door Mej. de Lannoy. 1767.
- Het huwelijk van Telemachus en Antiope in Ithaka. Amsterdam 1768.
- Hekeldicht aan den Heere J. Nomsz. 1769.
- Het orakel in den tempel der Nederduitsche dichteren. Leiden 1769.
- Zotklap voor de naamlooze cabale van lasteraars van J. le Fr. v.B. of de zoogenaamde Verdedigers des Heeren Nomsz, wegens Zoroaster en tegen het hekeldicht van Alcibiades. 1769.
- Natuurlyke Historie van Holland. 1769–1778, 4. Bde.; in Französisch (Bouillon, 1781), 4. Bde.; in Deutsch (Leipzig, 1779–1782), 2. Bde.
- Leidens burgertranen op de grafzerken der Edele Groot Achtbare Heeren Mr. Johan v.d. Mark, enz. Leiden 1771.
- Het verheerlijkt Leiden bij het tweede eeuwgetijde van deszelfs heuglijk ontzet. Leiden 1774.
- Dankbetuiging aan den dichter J. de Kruiff voor zijn beschouwingen en verbeteringen in het Verheerlijkt Leiden. Leiden 1775.
- Verzen en gedichten voor het Gen.: ‘Veniam pro Laude’; Leiden verrukt op het tweede eeuwgetijde der Hoogeschool, zinnespel. Leiden 1775.
- Ernstige berisping en aanmerkingen op de Berigten en Prijsvragen over het storten van olie, traan en teer, voorgesteld door F.v. Lelyveld. Amsterdam 1775.
- Gedichten. Amsterdam 1776–79, 2. Bde.
- Vriendentranen bij het sterfbedde van J.C. Schütz. Leiden 1778.
- Beschrijving van een aanmerkelijke snaphaan, met het wapen en de spreuk des Heeren van der Does Noortwyk, 1573, enz. benevens twee stukken geschut gevonden in de verlatene legerschanzen der Spanjaarden. Leiden 1778.
- Nieuwe uitgave der kaart van Joost Jansz. 1778. Amsterdam 1778.
- De Poëtische snapper. 1778.
- Verhandeling over het Nationale turfgebruik in Holland of onderzoek in hoeverre het nuttig is. Amsterdam 1779.
- Zinspelende gedichtjes op de geestige prentjes, geëtst door P. de Mare. Leiden 1779, Amsterdam 1806.
- Gouden Jvbelzang. Leiden 1779.
- Natuurlijke historie voor kinderen ingericht naar de uitgave van G.C. Raaff, verb. en verm. en in samenspraken overgebracht. Leiden 1780.
- Procve eener aanleiding tot de Nederduitsche taalkunde door J.C. Schütz uit deszelfs handschrift medegedeeld door J. le Fr. v.B. overgedr. uit: Brender à Brandis': Taal, Dicht- en Letterkundig kabinet. Amsterdam 1781.
- Vaderlijk afscheid aan zijn zoon, gereed op 's lands vloot te dienen. Amsterdam 1781.
- De Oranje boomen door Vrank en Vry, met vervolgen. 1782.
- Eerbare proefkusjes van Vaderlandsche Naif en de Arkadische vrijery van Dichtlief en Gloorroos. Amsterdam 1782.
- De Zeetriumph der Bataafsche vrijheid op de Doggersbank. Amsterdam 1782, 2 Bde.
- Vaderlandsche bijzonderheden. Amsterdam 1785–87, 3. Bde.
- Cronyk der stad Leiden. 1783.
- Aan mijne medeburgeren. Leiden 1783.
- Beredeneerde aanmerking over den tegenwoordigen toestand van land en lugtgesteldheid in zijn vaderland. Leiden 1783.
- De Leidsche Stedemaagd en haren getrouwen burger. Leiden 1786.
- De toren van de Leidsche Saai- of Festijn halle andermaal sprekende ingevoerd. Leiden 1807.
- De politieke koemarkt. Leiden 1807.
- Verzameling der Leidsche Keuren Hekeldichten van een echten vrank en vryen ouwerwetschen Patriot, met een beknopte sleutel, van 1783 tot 1788. Leiden 1789.
- Dichtmatige redevoering over de plichten der Weezen, met geschiedkundige aanmerkingen. Leiden 1789.
- De koopzaal van het Oude-Zijds heeren Logement te Amsterdam in dichtmaat (A'dam 1890); Het feestvierend Leiden. Leiden 1793.
- Vergelijkende aanmerkingen der waarnemingen door kundige onderzoeklievende mannen in de voorige veesterften geboekstaafd, tegen die welke in het Rapport wegens den staat der veeziekten zijn waargenomen in Dec. 1796 door S.J. Brugmans, beoordeeld. 1797.
- Jock en ernstige akademische vertellingen mijner jeugd. Leiden 1798.
- De Bataafsche menschelijkheid of de gevolgen der Tweedracht, betoogd uit de rampen v.h. vaderland. Leiden 1801.
- Natuurkundige vergelijkingen ter betooge over de koepokken. Leiden 1801.
- De menschelijkheid van den Leidschen kuiper. Leiden 1803.
- De Haagsche Parade of de promotie door politiek vaderl. Vernuft. Leiden 1803.
- Vrijmoedige en welmeenende voorstellingen om te kunnen dienen ter overweging van een ontwerp ter stichting van eene veeartsenijkundige school in ons gemeene best. Haarlem 1804.
- Ernstige en boertige vertellingen mijner jeugd. Leiden 1804.
- De Leidsche spinster. Leiden 1804.
- Bloemhert, hofzang voor de vaderl. Flora. Haarlem, 1804.
- Natuurkundige historie van het rundvee in Holland. Leiden 1805–1811, 6. Bde.
- Lijkgedachtenis van zijne doorluchtige Hoogheid Prins Willem V. Amsterdam 1806.
- Oud-Hollandsche Vriendschap gevolgd van Utrechts Eeuwschets. Leiden 1807.
- Gedenksteen der dankbaarheid voor het herbouwd huis, naast de verwoeste puin van Leiden op de Koepoortsgracht. Den Haag 1808.
- Nagelaten gedichten. Haarlem 1813.